# Pferdeschwanz

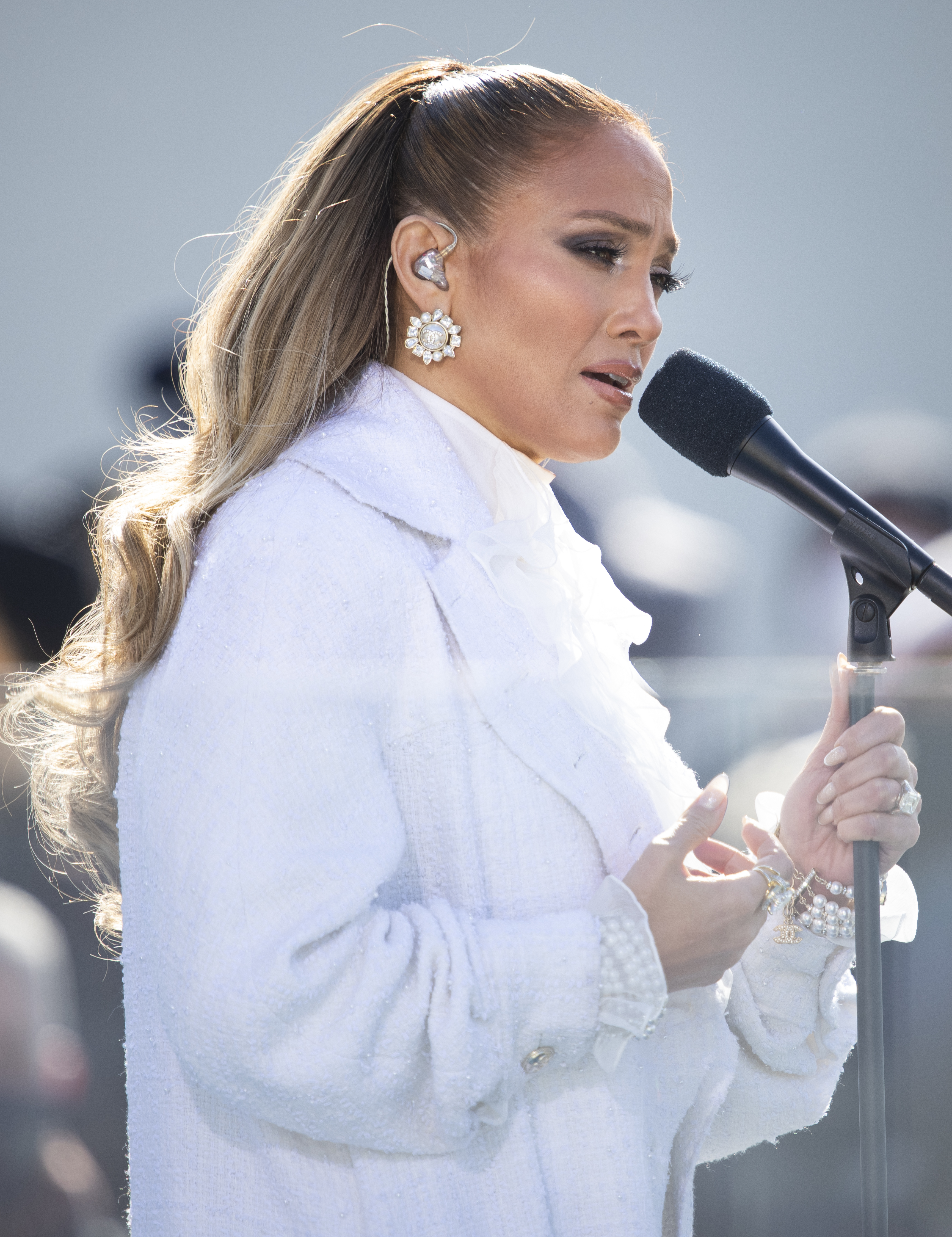
Jennifer Lopez mit Pferdeschwanz

Ein Pferdeschwanz (auch Rossschwanz) ist eine Frisur (offener Zopf), bei der lange Haare durch ein Band, einen Haarreif oder ein Haargummi am Hinterkopf zusammengehalten werden. Der Pferdeschwanz wird von allen Geschlechtern als praktische und einfache Frisur getragen. Er kann als Grundlage für Dutts oder Flechtzöpfe dienen, oder mit Haarschmuck verziert werden. Bei glattem Haar ähnelt diese Frisur dem Schweif eines Pferdes.
Laut einer Pressemeldung der Honnefer Volkszeitung war es ab Sommer 1955 den weiblichen Mitgliedern der Freie Deutsche Jugend (FdJ) erlaubt die „bisher als westlich verpönte Pferdeschwanz-Frisur“ wieder zu tragen. Einer Dienstanweisung der Bundeswehr zur Folge ist es seit 2005 neben Soldatinnen auch Soldaten erlaubt einen Pferdeschwanz zu tragen.
Zu den bekanntesten zeitgenössischen männlichen Pferdeschwanzträgern wurde Karl Lagerfeld gezählt.
Zu berühmten weiblichen Persönlichkeiten, die den Pferdeschwanz als ikonische Frisur geprägt haben, gehören u. a. Audrey Hepburn und Ariana Grande.
In Lifysyle- und Beauty-Magazinen wird beschrieben, ein hochgebundener Pferdeschwanz werde auch dazu genutzt die Wangenpartien anzuheben, wodurch das Gesicht straffer und somit jugendlicher wirkte, eine Technik, die in der Verwendung u. a. Marlene Dietrich zugeschrieben wurde.